# João Maurício Wanderley
João Maurício Wanderley (of Vanderley), eerste en enige baron van Cotejipe (Barra, toen São Francisco de Chagas da Barra do Rio Grande, 23 oktober, 1815 - Rio de Janeiro, 13 februari, 1889) was een magistraat en Braziliaanse politicus.
Hij werd in 1815 geboren als zoon van João Maurício Wanderley en Francisca Antónia do Livramento.
Wanderley studeerde in 1837 af als bachelor in de rechten aan de Universiteit van Olinda in Olinda en was minister van Marine, minister van Landbouw, minister van Buitenlandse Zaken en minister van Justitie. Tevens was hij van 1885 tot 1888 minister-president van Brazilië en voorzitter van de Banco do Brasil.
Hij is verantwoordelijk voor de goedkeuring van de wet Saraiva Cotegipe in 1885, dat vrijheid verleende aan slaven ouder dan zestig jaar.
- Gemeinsame Normdatei: 114751285X
- International Standard Name Identifier: 0000 0000 5401 5540
- Library of Congress Control Number: nr93023819
- Nederlandse Thesaurus van Auteursnamen: 107932261
- Système universitaire de documentation: 129625043
- Virtual International Authority File: 2341253
- WorldCat: E39PBJfrGw4tKqYhbY7d93bmVC